# Enguerrand VII de Coucy
Enguerrand VII de Coucy (1340 – 18 de febrero de 1397), también conocido en Inglaterra como Ingelram, fue una de las figuras más relevantes de Francia en la segunda mitad del siglo XIV. Señor de Coucy, de Marle, de La Fère, de Crécy-sur-Serre y de Oisy, conde de Soissons y conde de Bedford por Inglaterra. Hijo de Enguerrand VI de Coucy y de Catalina de Austria, hija del duque Leopoldo I de Austria y nieta del conde Amadeo V de Saboya. Se casó en 1365 con Isabel, hija del rey Eduardo III de Inglaterra.
Sobrevivió en su niñez a la llegada de la peste a Europa y participó en múltiples campañas de la guerra de los Cien Años, conflicto que marcó su época. Además de como hombre de armas destacó significativamente como negociador y diplomático al servicio de la Corona francesa, tanto en los tratados con Inglaterra como ante los complicados conflictos de los tiempos del papado de Aviñón y del posterior cisma, implicándose en las interminables luchas entre las ciudades-estado italianas, escenario en el que Francia sería una potencia determinante por lo menos hasta la época de Napoleón. Al final de su vida tomó parte en algunas de las últimas cruzadas medievales.
Murió en 1397, prisionero del sultán otomano Bayaceto, después de la derrota de los cruzados en la batalla de Nicópolis. Fallecido sin descendencia masculina legítima, fue el último señor de Coucy y sus dominios, que, después de muchas vicisitudes, finalmente revirtieron a la Corona francesa.
Aun siendo un personaje relevante de su época, tenemos más información de su persona de lo habitual por haber sido mecenas de uno de los más importantes cronistas de su época, Jean Froissart. Muy posteriormente su vida fue elegida por la historiadora Barbara W. Tuchman como hilo conductor de su obra sobre el siglo XIV europeo Un espejo lejano.

## Infancia y juventud (1340-1357)

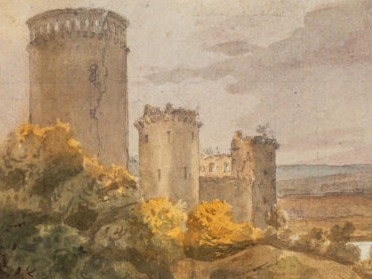
El castillo de Coucy con un torreón agrietado.
Acuarela, ca. 1820 (Biblioteca Nacional de Francia).

La boda entre los padres de Enguerrand, Enguerrand VI y Catalina de Austria, fue concertada por el propio monarca francés, Felipe VI de Francia, para fortalecer la alianza con los Habsburgo y, a su vez, asegurarse la lealtad de la casa de Coucy en vista de la inminente guerra contra Inglaterra. Los contratos matrimoniales se cerraron en 1338, y en 1340 nació Enguerrand, del cual prácticamente no se conserva documentación directa hasta la edad de 18 años.

La peste negra llegó a Picardía en 1349, causando la muerte de la madre de Enguerrand.

Solo se puede suponer que su forma de vida y formación correspondieron a la de los jóvenes de la alta nobleza de la época, aunque sí se sabe que perdió muy pronto a sus padres. En 1346, quizás en la batalla de Crécy o en esa misma campaña, murió Enguerrand VI. Al año siguiente, en 1347, la peste negra llegó a Europa, donde se estima que terminó como mínimo con un tercio de la población, y alcanzó Picardía en 1349, causando la muerte de la madre de Enguerrand, Catalina, además de la de su nuevo marido.
A los quince años, en 1355, Enguerrand participó junto a los demás barones de Picardía en la no demasiado exitosa campaña de resistencia contra la invasión inglesa dirigida por el Príncipe Negro, que al año siguiente condujo a la batalla de Poitiers, enorme derrota para los franceses, en la cual el mismo rey, Juan II de Francia, fue hecho prisionero por los ingleses. En las fechas de la batalla, en cuanto a Enguerrand no consta más que su mención formando parte del batallón de Moreau de Fiennes, más tarde mariscal de Francia, sin estar acreditada su participación directa en ella; es posible que estuviera en Normandía conteniendo al duque de Lancaster.

## La Gran Jacquerie (1358)

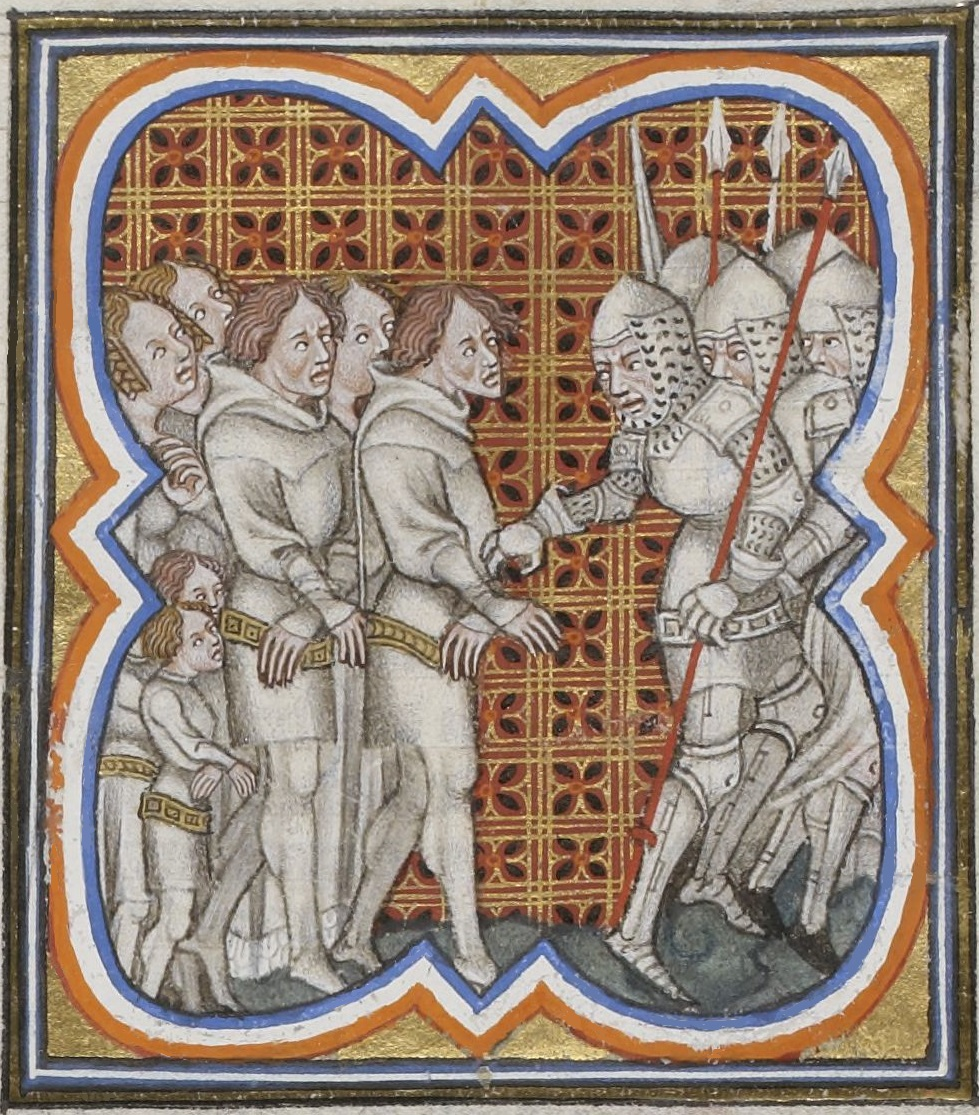
La jacquerie.
Miniatura de manuscrito de Froissart en las Grandes Crónicas de Francia.

Debido a la guerra contra Inglaterra, a las sucesivas derrotas francesas, a la devastación producida por las compañías licenciadas de los diferentes ejércitos y a las crecientes demandas fiscales provocadas por todo ello, el descontento, tanto entre los campesinos como en las ciudades, aumentó enormemente en los meses siguientes a la batalla de Poitiers. Este clima de agitación obligó al delfín Carlos a realizar importantes concesiones a los Estados Generales liderados por Étienne Marcel, preboste de París.
Es en este contexto cuando en noviembre de 1357 Coucy entró en París acompañando a Carlos II de Navarra, al que en ese momento los Estados Generales consideraban un potencial aliado en sus intentos de limitar los poderes reales. Esta aparente cercanía a Carlos de Navarra y a los burgueses parisinos podría haber sido problemática para Coucy: Carlos II de Navarra, como nieto de Luis X, era un legítimo aspirante a la corona y hasta su muerte fue un encarnizado rival de la casa de Valois. Sin embargo, al año siguiente estalló una revuelta campesina con la que Étienne Marcel intentó coordinarse. El grado de destrucción alcanzado, incluyendo castillos de nobles y propiedades eclesiásticas, hizo que el mismo Carlos de Navarra encabezara la represión y, siendo Picardía una de las regiones más afectadas, las crónicas presentan a Coucy como uno de los señores más implacables en la persecución de los jacques. La violencia con la que se puso fin a la jacquerie fue extrema: se calcula que el resultado fueron unas 20 000 víctimas.

## Cautividad en Inglaterra, matrimonio y regreso (1360-1370)
El 8 de mayo de 1360 se firma el Tratado de Brétigny que, entre otras muchas cláusulas, fijaba el pago del primer plazo del rescate de Juan II y la entrega de un gran número de rehenes nobles como garantía del resto del importe, incluidos los príncipes reales Juan, el duque de Berry y Luis, el duque de Anjou, además de Felipe, hermano del rey y duque de Orleans. Entre los demás rehenes de gran importancia se encontraba Enguerrand de Coucy, cuya firma consta el 24 de octubre en el Tratado de Calais, ratificación con algunas modificaciones del de Brétigny.
En la travesía a Inglaterra coincidieron con Coucy Jean Froissart y, muy probablemente, también otra eminencia de las letras como Geoffrey Chaucer. No es seguro que se encontraran en el viaje, pero sí sabemos que Coucy conoció posteriormente a Chaucer y que se convirtió en mecenas de Froissart.
La estancia en Inglaterra de los rehenes, bien que lujosa, se fue alargando debido a retrasos en los pagos comprometidos y a las discrepancias en torno a las cesiones territoriales. Algunos de los más importantes negociaron por su cuenta la liberación o incluso aprovecharon permisos temporales e incumplieron su palabra de volver, como fue el caso del duque de Anjou: el deshonor por la conducta de su hijo fue una de las razones aducidas para el misterioso y voluntario regreso a Inglaterra de Juan II poco antes de su muerte.

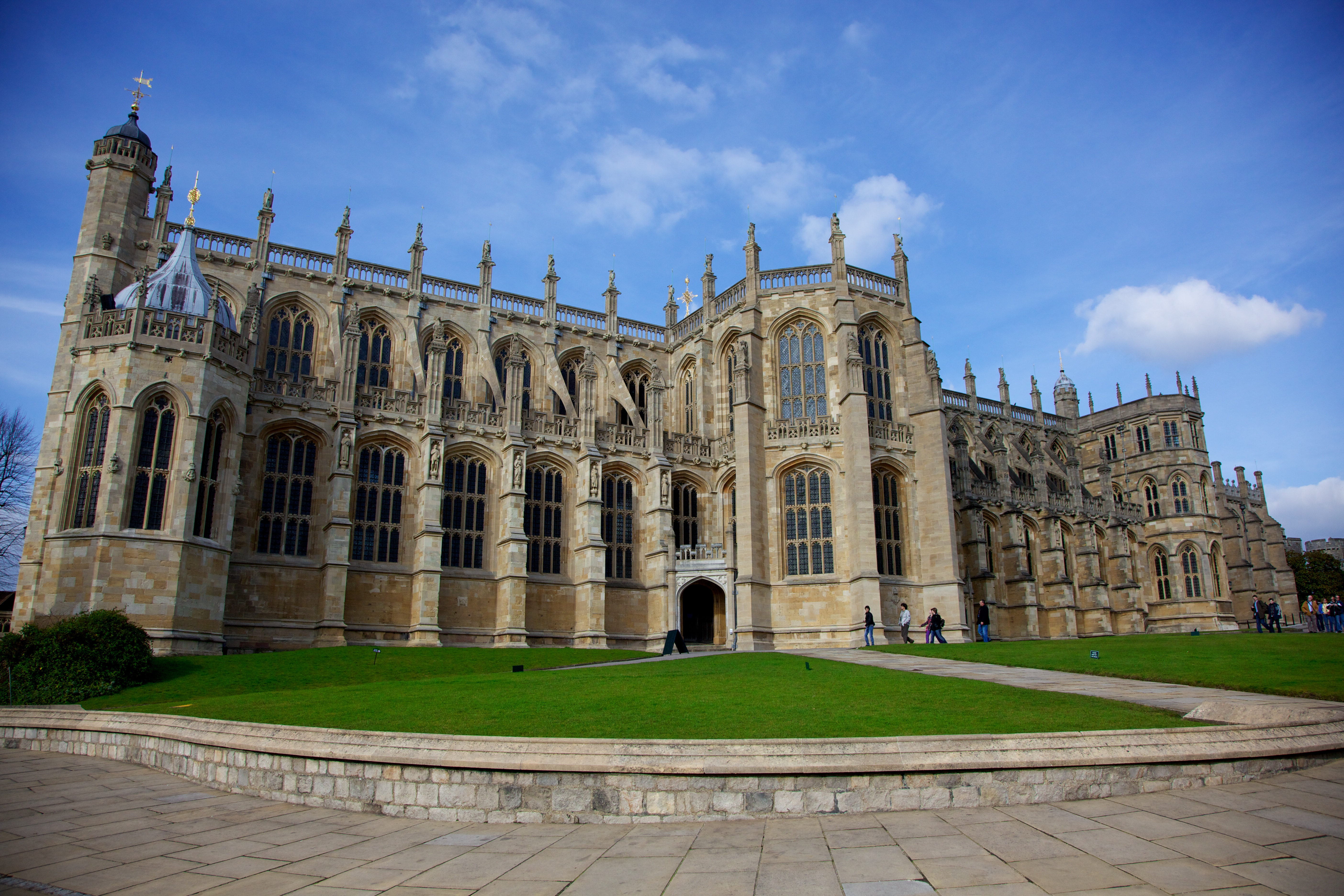
Capilla de San Jorge en el castillo de Windsor.
Construcción original del, la capilla es la de la Orden de la Jarretera. En Windsor se celebró la boda de Coucy con Isabel en 1365.

El caso de Coucy fue diferente: no se conoce cuándo ni cómo comenzaron su relación; el caso es que el 27 de julio de 1365, Coucy contrajo matrimonio en el castillo de Windsor con Isabel, hija del rey de Inglaterra Eduardo III. El regalo del rey a su hija fue una generosa dote y, para Coucy, su liberación sin pagar rescate.
A los pocos meses de su boda reciben dispensa real para viajar a Francia, donde nació en 1366 su hija, María. En una posterior visita a Inglaterra antes de la Pascua de 1367, nació Felipa, y se le concedió el título de conde de Bedford, ingresando en la orden de la Jarretera, además de conde de Soissons con la aprobación del rey de Francia, con lo que vio considerablemente incrementadas sus propiedades.
A su vuelta a Francia en 1367, Coucy tuvo que tomar medidas para poner en orden sus posesiones, que debieron quedar muy dañadas por los estragos de la guerra, la peste y la actividad de las compañías anglogasconas. Así, en agosto de 1368, y con considerable retraso respecto al resto de Francia donde los labradores libres eran mayoría ya antes de la llegada de la peste, concedió la libertad a veintidós poblaciones de su baronía a cambio del pago de rentas.
Además de en la guerra, Coucy estuvo presente en grandes acontecimientos de su época por sus lazos familiares o a causa de tareas diplomáticas. En 1368 el duque de Clarence, Leonel de Amberes, hijo de Eduardo III, contrajo matrimonio con Violante, hija de Galeazzo Visconti. Siendo Leonel el hermano de su esposa, Coucy acudió a la magnífica recepción que se le brindó en París y a la increíblemente fastuosa boda con la que Galeazzo celebraba el enlace de su estirpe con la familia real inglesa, enlace que duró poco, ya que el duque de Clarence moriría cuatro meses después a los veintinueve años.
Un año después asistió a otro enlace de mayor trascendencia histórica: la boda entre Felipe II de Borgoña, hijo del rey de Francia, y Margarita de Flandes. Margarita era hija de Luis de Male, con quien Isabel, la esposa de Coucy, había estado comprometida matrimonialmente en su juventud. Este matrimonio significó la unión entre Borgoña y Flandes, de crucial importancia tanto en el siglo siguiente en la lucha de Francia contra Inglaterra, como posteriormente contra España.
Coucy tenía además un problema de lealtades en su doble condición de fiel vasallo del rey de Francia y esposo de una hija del rey de Inglaterra. En este contexto se entiende la planificación de una incursión en Sundgau en defensa de unos derechos personales sobre unas heredades procedentes de su madre y que disputaba a los Habsburgo. Al poco de iniciada, la campaña se abortó por razones poco claras, a lo que sigue una laguna de dos años en los que solo se dispone de un documento legal, relativo a su senescal, que lo sitúa en Praga a comienzos de 1370. Es posible que su presencia allí se deba a la continuación de su disputa con los Habsburgo en busca de una mediación del emperador.

## La campaña en Italia (1371-1374)
A mediados del siglo XIV el papado tenía su sede en Aviñón y se esforzaba a distancia por mantener el control de los estados pontificios italianos. Tanto Urbano V como su sucesor Gregorio XI ansiaban regresar definitivamente a Roma, lo cual era una amenaza contra la creciente expansión del Milán de los Visconti.

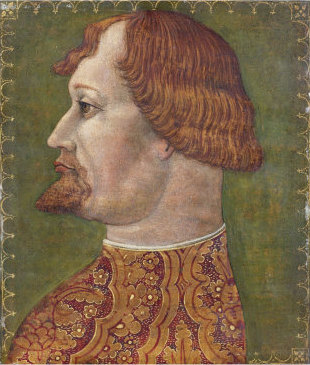
Probable retrato de Gian Galeazzo Visconti. Giovanni Ambrogio de Predis,

En 1371, cuando Bernabé Visconti ya se había apoderado de varios feudos pontificios, Amadeo VI de Saboya, el Conde Verde, planeó invadir el Piamonte para apoderarse de Saluzzo, feudo milanés. Al frente de sus tropas estaba Enguerrand de Coucy, su primo, que cruzó los Alpes en pleno invierno saqueando el territorio y apoderándose de varias plazas. Esto obligó a intervenir a Galeazzo Visconti, hermano y encarnizado rival de Bernabé, a cuyo servicio estaba el famoso condotiero John Hawkwood bajo el mando nominal de Gian Galeazzo Visconti. En 1372 las disputas entre ambos condujeron a una derrota milanesa en Asti que fue seguida, al año siguiente, de la intervención directa de Amadeo de Saboya tras un efímero pacto de neutralidad con Galeazzo. Esto convirtió a Coucy y a Hawkwood en aliados que avanzaron sobre Milán y derrotaron con graves pérdidas en Montichiari al ejército de Gian Galeazzo, aunque pueda parecer sorprendente que su padre considerara compatible la neutralidad con Amadeo y la lucha contra sus aliados.
Las laberínticas complicaciones de la política italiana y, muy probablemente, un nuevo rebrote de la peste hicieron que Coucy pidiese licencia para regresar a Francia, que le fue concedida el 23 de enero de 1374. En junio se acordó un tratado de paz entre Milán y el papa.
A su vuelta a Francia el rey Carlos V, que había recobrado la iniciativa en la lucha contra Inglaterra, intentó ganarse a Coucy concediéndole una pensión anual y nombrándole en noviembre de 1374 mariscal de Francia, honor que se vio obligado a rechazar nuevamente por su doble lealtad: los ingleses solían respetar los feudos de Coucy en sus incursiones en Picardía. Coucy también medió ante Carlos para conseguir la liberación de Jean de Grailly, el afamado captal de Buch, que había sido capturado por los franceses en los combates en torno a La Rochelle. Coucy propuso su liberación a cambio del juramento de no volver a tomar las armas contra los franceses, a lo que el gascón se negó terminando su vida en prisión en 1376.

## La guerra de losGügler(1375-1376)

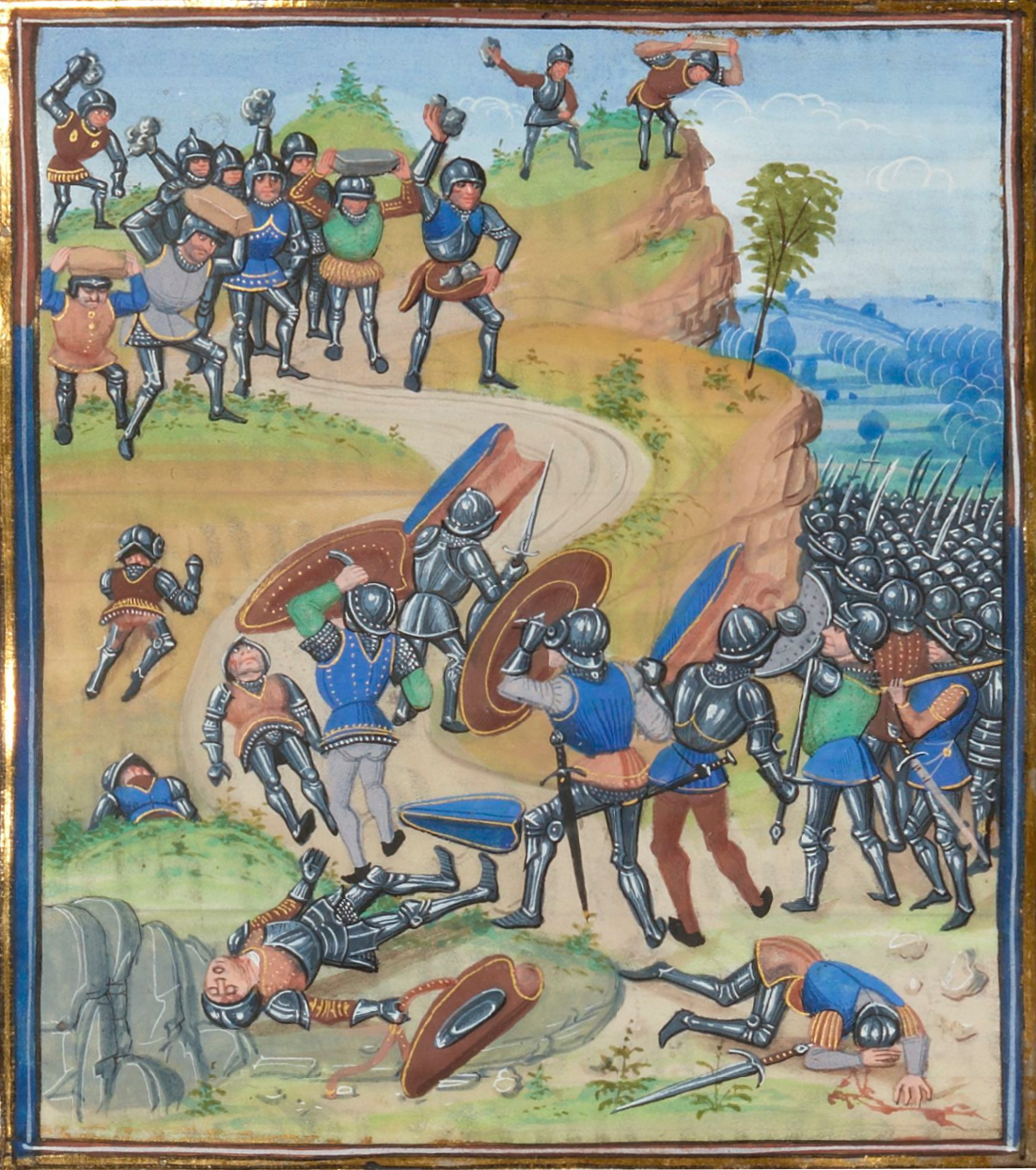
Batalla de Brignais, 1362. Las compañías vencen al ejército del rey de Francia.
Grandes Crónicas de Francia.

Las compañías seguían extendiendo la devastación por Francia sobre todo cuando, como en 1375, estaba en vigor alguna tregua en la guerra. El rey Carlos, conocedor de las disputas de Coucy con los duques de Austria, lo animó a formar un ejército y contribuyó a financiarlo con la condición de que reclutase a veinticinco capitanes de compañías, entre ellas las bretonas de Oliver du Guesclin, hermano del condestable, y de Sylvestre Budes, azote de Aviñón. A la llamada a las armas se sumaron gran número de caballeros franceses y sobre todo el célebre Owen de Gales. Se estima en diez mil el número de combatientes que movilizó Coucy, mientras que una crónica alsaciana de la época habla de dieciséis mil. El nombre con el que finalmente se conoció a la guerra proviene de los Gugel o capuchones que llevaban (Guggel en alemán suizo).
Coucy tenía intención de reclamar Sundgau, Brisgovia y el condado de Ferrette. Para legitimar su acción y en busca apoyos escribió a las ciudades de Estrasburgo y Colmar; expuso sus razones sin demasiado éxito porque las compañías, en su ausencia, ya estaban saqueando Alsacia indiscriminadamente. No está clara la razón del retraso de Coucy, pero el hecho es que solo se hizo cargo del mando el 11 de noviembre, seis semanas después de la entrada en acción de sus fuerzas.
El 25 de noviembre Coucy inició la marcha hacia Basilea, atravesando el Jura, camino de Argovia. Cruzaron el río Aar y asolaron la región, pero se enfrentaron a una política de tierra quemada y no consiguieron tomar ciudades importantes, por lo que, después de sufrir varios reveses en enfrentamientos puntuales, Coucy se vio obligado a retirarse sin conseguir ninguno de sus objetivos principales. El 13 de enero de 1376 firmó un tratado de paz con mínimas concesiones por parte de los duques de Austria, y de inmediato el rey Carlos le encargó el mando de las operaciones contra sus propios auxiliares, que habían reanudado su pillaje en Champaña.
En abril, finalizada su campaña personal, pidió licencia al rey de Francia para visitar Inglaterra con su esposa. Cada vez estaba más presionado para abandonar su neutralidad, pero antes debía solucionar los problemas de sus posesiones inglesas. Inglaterra estaba sumida en una grave crisis interna y se reanudaron las conversaciones de paz con Francia en las que participó Coucy. En junio de 1377 murió el rey Eduardo y dos meses después Coucy renunciaba, en carta dirigida a Ricardo II, a todo cuanto poseía en virtud del homenaje al soberano inglés, lo que incluyó la separación de su esposa Isabel, que fallecería en 1379.

## La campañas de Normandía, Bretaña y la invasión de Buckingham (1378-1381)
Después de una breve campaña en el Languedoc junto al duque de Anjou, Coucy fue nombrado por el rey, junto con el señor de La Rivière, responsable de la campaña para expulsar a Carlos II de Navarra de sus posesiones normandas, campaña en la que también tomaron parte otras figuras importantes como Bertrand du Guesclin y Olivier de Clisson. Coucy y Rivière forzaron la rendición de Bayeux y después de duros combates tomaron Évreux. Solo Cherburgo, que podía ser aprovisionada por mar por los ingleses, resistió a los ataques de Coucy y de Du Guesclin. Así, después de décadas de intrigas y conjuras Carlos el Malo perdió sus posesiones normandas y también en el sur Montpellier, que pasó a manos del duque de Anjou.

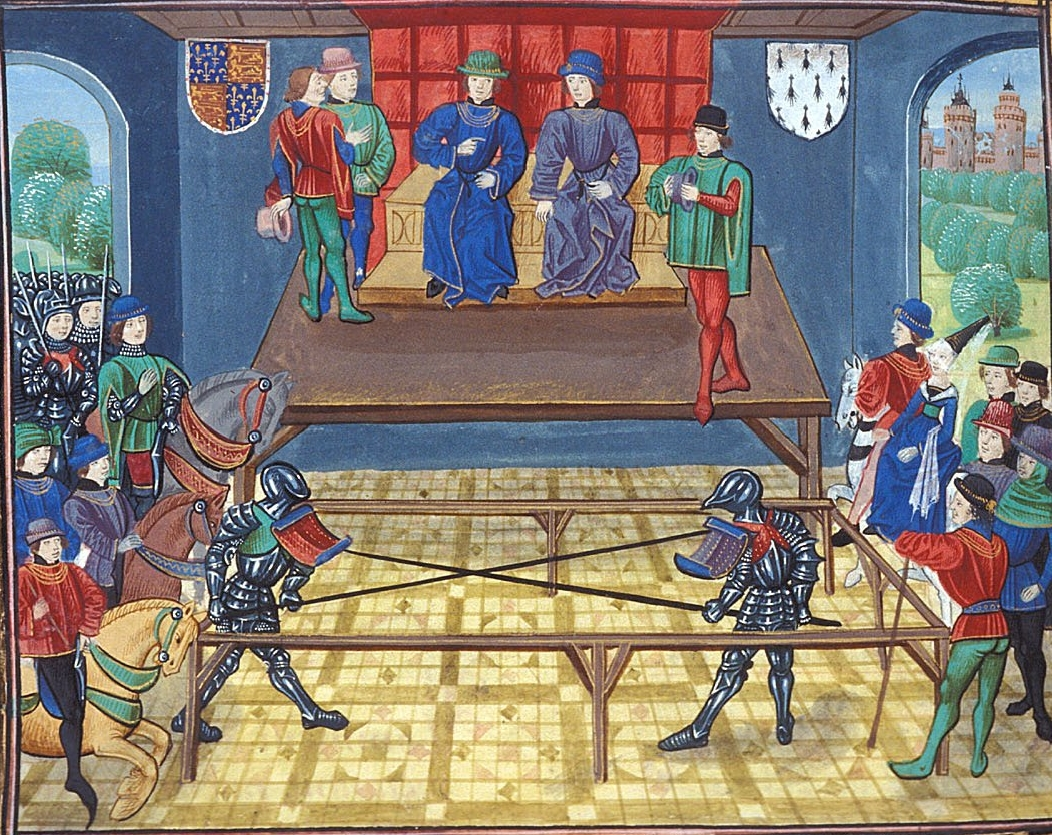
Justa en Vannes entre los duques de Buckingham y de Monfort. Miniatura del manuscrito de Froissart en las Grandes Crónicas de Francia.

A la vez que se luchaba en Normandía, Carlos V se empeñó en terminar con la amenaza que suponía la alianza del duque de Bretaña, Juan de Monfort, con el duque de Flandes que, por motivos económicos, se había inclinado por el bando inglés. En diciembre de 1378 un tribunal, del que formaba parte Coucy, declaró culpable de felonía a Monfort y se anunció la incorporación de Bretaña a la Corona francesa. Esto provocó una rebelión en Bretaña, lo que era una grave amenaza para Francia en vista de la alianza de los bretones tanto con Inglaterra como con Flandes.
Mientras tanto el duque de Lancaster había desembarcado en Bretaña, si bien no pudo tomar Saint-Malo. La falta de éxitos militares decisivos por parte de ambos bandos y sus recíprocos problemas internos provocó que a ambos adversarios les fuese ventajoso negociar una paz. Como era habitual, Coucy fue uno de los representantes de Francia en estas conversaciones, que se prolongaron hasta 1380 y no produjeron resultados prácticos. Ese mismo año, a la muerte de Du Guesclin, rechazó por primera vez el cargo de condestable, que correspondió a su aliado Clisson.
El 19 de julio de 1380 el duque de Buckingham desembarcó en Calais con una fuerza de unos 5000 hombres. Sobre Coucy, como capitán general de Picardía, recaía la mayor responsabilidad en la defensa, si bien la táctica escogida por Carlos V era evitar la lucha directa y agotar al ejército inglés. El rey estaba gravemente enfermo y finalmente murió el 16 de septiembre, aunque sus últimas decisiones resultaron acertadas e hicieron que los ingleses no consiguieran resultados decisivos. Coucy fue uno de los negociadores que firmaron un acuerdo con Monfort en enero de 1381, lo cual obligó a Buckingham, falto de apoyo, a embarcarse de vuelta hacia Inglaterra.
Tanto Francia como Inglaterra tenían ahora reyes menores de edad, Carlos VI y Ricardo II, creando un peligroso vacío de poder. Además las tensiones internas en ambos países y en su zona de influencia, en gran parte provocadas por la exigencias de la guerra crónica, iban a desembocar en graves conflictos sociales.

## Guerra en Flandes (1382)
Mientras que en Inglaterra el joven Ricardo II se tuvo que enfrentar a la revuelta predominantemente campesina de Wat Tyler, en Francia y en Flandes el descontento produjo graves insurrecciones en las ciudades. Carlos VI tenía doce años de edad y la regencia correspondió al duque de Anjou, que inmediatamente se apresuró a acopiar fondos para su proyecto de hacerse con la corona del Reino de Nápoles. En su lecho de muerte Carlos V había tomado la medida de suprimir los impuestos a la población, pero tal cosa resultaba impracticable, y al anuncio de nuevos tributos siguieron tumultos en Laon, Amiens, Reims, Orleans, Rouen y París.

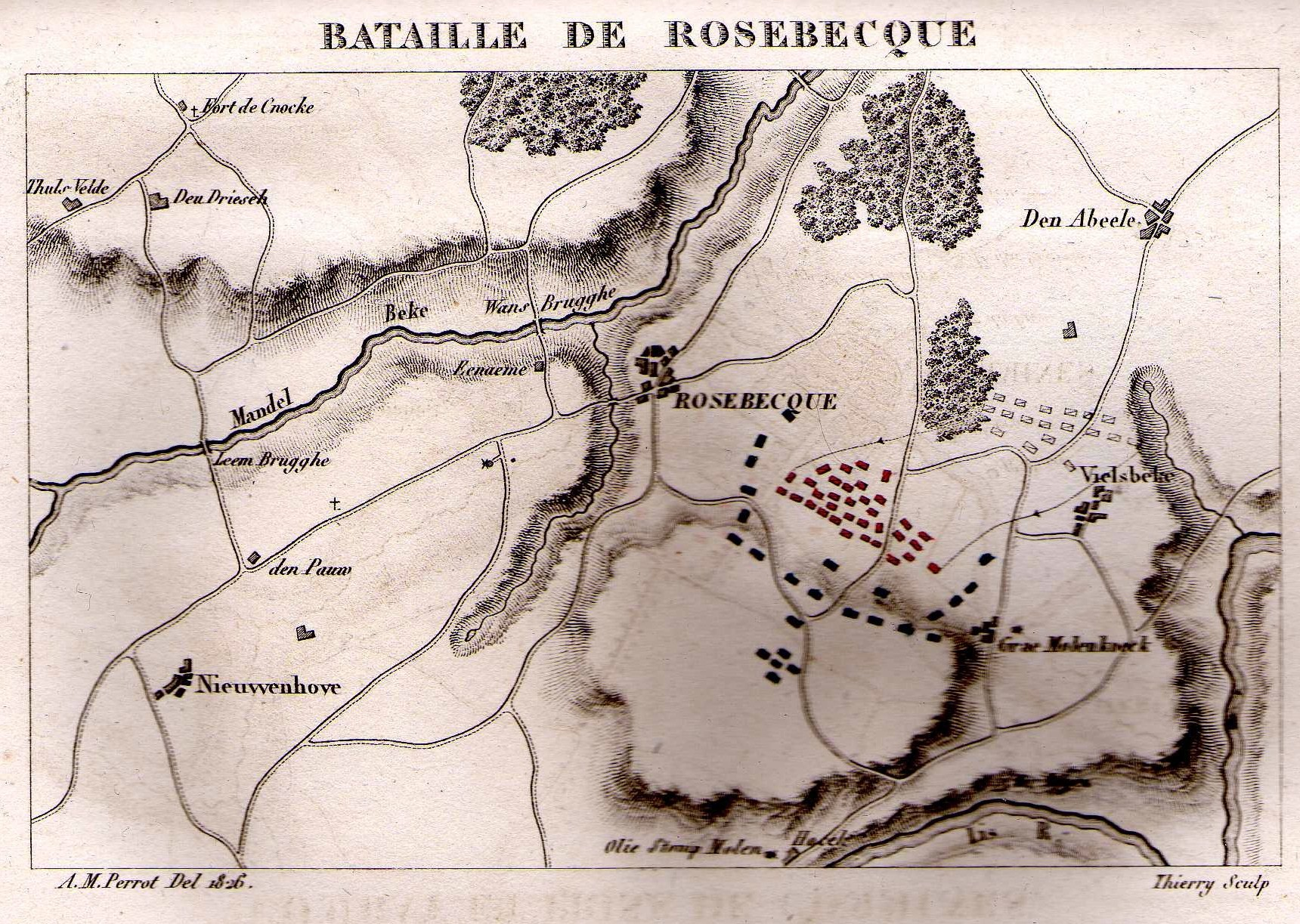
Disposición de batalla en Roosebeke.
Histoire des Ducs de Bourgogne de Barante, 1826.

La revuelta más grave de Rouen había podido ser controlada a finales de marzo y Anjou había marchado a Italia en abril. Mientras tanto se intentaba negociar algún arreglo con París y el encargado de llevar las negociaciones fue Coucy. Los parisinos reclamaban la abolición total de los impuestos, aunque se declaraban servidores del rey y dispuestos a auxilarlo de cualquier otra forma, lo que dio pie a Coucy a llegar a un acuerdo por el que la ciudad pagaría a una cierta cantidad de soldados de forma directa. Al mismo tiempo se produjo la gran insurrección de Flandes, dirigida por Philip van Artevelde. Los ganteses habían derrotado al conde Luis de Male en una sensacional victoria cerca de Brujas, lo cual afectaba directamente a los intereses franceses: no solo el duque de Borgoña era yerno y heredero del conde de Flandes, sino que además los insurrectos estaban negociando una alianza con Inglaterra.
Al llegar las noticias del triunfo de los ganteses, el trato con los ciudadanos de París se cerró rápidamente y los franceses se prepararon para una gran ofensiva. La flor y nata de la aristocracia francesa, entre ellos Coucy, participó en la movilización aportando fuerzas a un ejército cuyos efectivos las fuentes modernas calculan en unos doce mil hombres.
Los ganteses habían confiado en la defensa que les proporcionaba el río Lys, pero ante la evidencia de que los franceses consiguieron vadearlo, Artevelde decidió salir a su encuentro. El enfrentamiento se produjo en las inmediaciones de la ciudad de Roosebeke el 29 de noviembre de 1382. El plan francés era resistir en el centro con las fuerzas del rey y del condestable Clisson mientras las alas, una de las cuales estaba al mando de Coucy y del conde de Borbón, rodearían al ejército de Artevelde. Las crónicas atribuyen a Coucy gran parte del mérito de la iniciativa que concluyó con una victoria clamorosa, en la que gran parte de los combatientes flamencos perecieron aplastados por el ataque a su retaguardia.
La batalla de Roosebeke significó la derrota definitiva de las revueltas ciudadanas en Francia. En París los cabecillas fueron ejecutados, los impuestos restaurados y, tanto allí como en otras ciudades, antiguos privilegios fueron abolidos en favor de la autoridad central del monarca.

## La invasión de Norwich y la campaña en Italia (1383-1385)

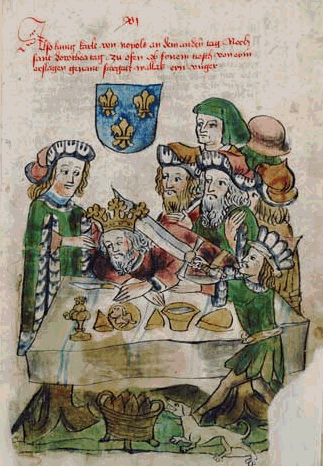
Asesinato de Carlos Durazzo, rey de Hungría, en 1386.
Libro del emperador Segismundo de Eberhard Windeck,.

El duque de Anjou había partido de Italia en medio de los desórdenes posteriores a la muerte de Carlos V para hacer efectiva su aspiración a la corona de Nápoles. En medio del cisma que tenía dividida a la Iglesia católica, la reina Juana I de Nápoles había nombrado heredero suyo a Anjou, a lo cual se opuso inmediatamente el papa Urbano VI, que la excomulgó como herética y eligió en su lugar a Carlos de Durazzo, que derrotó a la reina, la encarceló y finalmente mandó asesinar.
El duque de Anjou, dada la situación en Francia, tuvo grandes problemas para acudir a Italia con recursos suficientes, aunque finalmente consiguió el apoyo de Amadeo VI de Saboya, del papa de Aviñón Clemente VII y de Bernabé Visconti, a cambio del matrimonio de uno de sus hijos con una hija de Bernabé. En su avance hacia Nápoles soportó graves ataques instigados por Carlos Durazzo, que le hicieron perder gran parte de su tesoro y una vez allí sufrió la llegada del invierno mientras no conseguía provocar a su rival para entrar en batalla.
Anjou había reclamado insistentemente al rey de Francia que apoyara directamente sus pretensiones enviándole un ejército al mando de Coucy, cosa que no fue posible hasta abril de 1383, después de la victoria de Roosebeke. Sin embargo, en este momento se produjo un nuevo episodio de la guerra contra Inglaterra: la cruzada del obispo de Norwich, instigada por Urbano VI debido a que los franceses habían obligado a las ciudades conquistadas a reconocer a Clemente. Norwich desembarcó en Calais apoderándose rápidamente de Gravelinas, Dunkerque y Bourbourg además de poner sitio a Ypres, lo que hizo que se prohibiera la salida de ningún soldado de Francia. Norwich intentó avanzar hacia Picardía, pero disensiones internas lo hicieron retroceder y, habiendo sitiado los franceses, Bourbourg se vio obligado a retirarse.
Después del sitio de Boubourg se iniciaron nuevas negociaciones, en las que esta vez no participó Coucy, ya que estaba ayudando a su futuro suegro, el duque de Bar, en una disputa privada. Posteriormente María se casaría con Enrique de Bar, hijo del duque. Finalmente Coucy cruzó los Alpes en julio de 1384 y se dirigió primero a Milán para celebrar por poderes la boda previamente acordada entre los Anjou y los Visconti. Su mayor dificultad era Florencia, cuyos territorios debía atravesar para llegar a Nápoles. Sus tropas devastaron el territorio y tomaron Arezzo, pero en ese momento había muerto en Italia el duque de Anjou, como antes que él Amadeo de Saboya. Coucy se encontraba en medio de territorio hostil y dio muestra de sus dotes diplomáticas al conseguir negociar favorablemente su salida. En enero de 1385 se encontraba de vuelta en Aviñón.

## Matrimonio, plan de invasión de Inglaterra y la campaña de Güeldres (1385-1388)

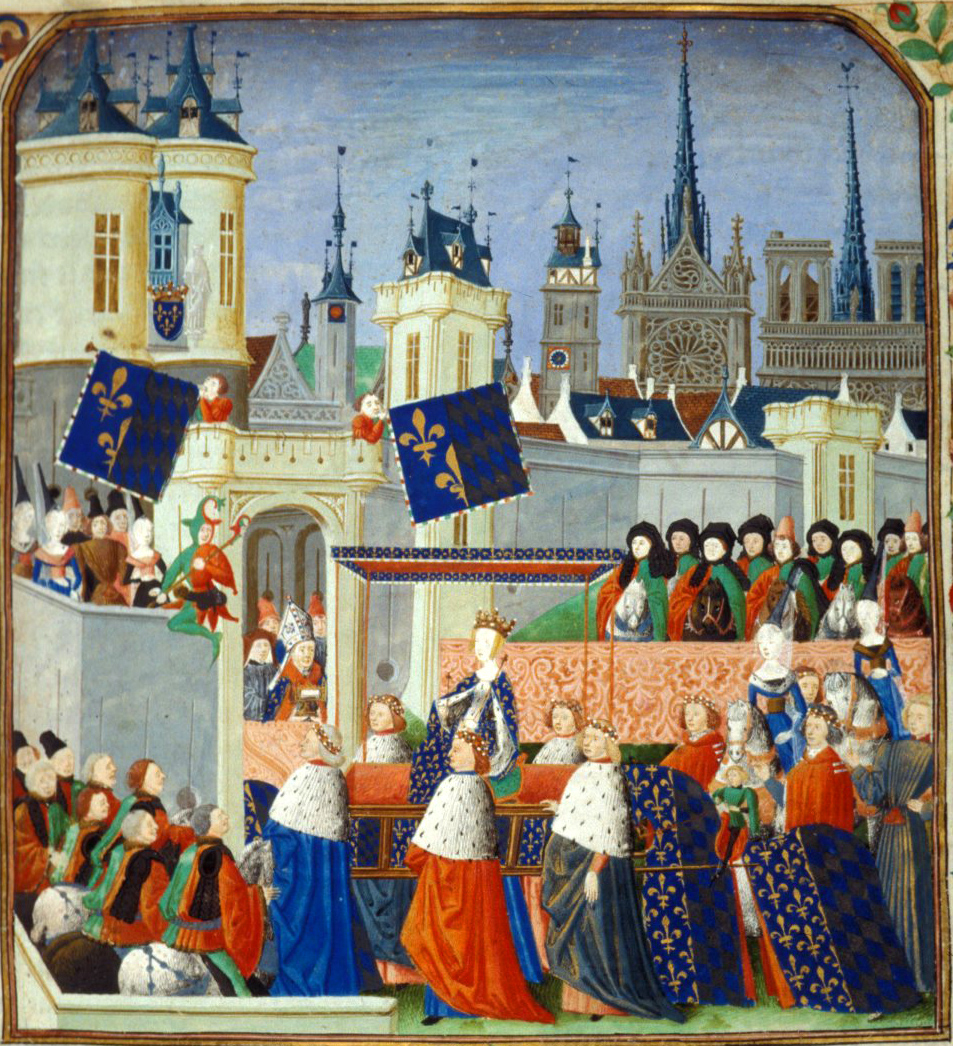
Entrada de Isabel de Baviera en París.
Manuscrito iluminado de la Biblioteca Británica,.

De vuelta en Aviñón se encargó de otra delicada tarea diplomática: informar a Clemente VI del proyecto de boda de Carlos VI con Isabel de Baviera, nieta de Bernabé Visconti y perteneciente al linaje de los Wittelsbach, fieles al papado romano de Urbano VI, enlace que provocó indirectamente el derrocamiento de Bernabé por su sobrino Gian Galeazzo Visconti. La llegada de Coucy a Amiens coincidió con la celebración de la boda real. Poco después fracasó una expedición a Escocia que debería haber sido seguida por la fuerza principal francesa, uno de cuyos líderes sería el mismo Coucy.
En febrero de 1386 Coucy se casó con Isabel, la hija de unos dieciséis años de Juan I de Lorena, que había estado cerca de comprometerse con Carlos VI. Se conservan informes detallados de las cuentas del castillo de ese año, que incluyen importantes reformas muy probablemente relacionadas con la llegada de la nueva señora de Coucy. De esta unión nacería Isabel, que se casaría más tarde con Felipe II de Nevers, hijo del duque de Borgoña. Coucy no tuvo, pues, descendencia masculina dentro del matrimonio, aunque reconoció un hijo nacido fuera de él, Perceval, a quien legó algunas posesiones. No se conoce con exactitud la fecha de su nacimiento, si bien su casamiento en 1419 sugiere que debió venir al mundo en los últimos años de vida de Coucy.
Después del fracaso de la expedición a Escocia y, aprovechando en parte sus preparativos, el Consejo Real instigado principalmente por Borgoña aprobó la puesta en marcha de un gigantesco plan de invasión de Inglaterra. Las fuentes hablan de un total de 1200 embarcaciones que deberían partir de la desembocadura del Escalda, así como de la fabricación de una fortificación de madera que se transportaría en secciones numeradas y que debería poder instalarse en tres horas. Se aprobaron impuestos y se reunieron a miles de hombres en Flandes esperando al inicio de una invasión que siempre se demoraba indefinidamente. Las enormes dificultades de la empresa, la indecisión de algunos de los participantes (sobre todo el duque de Berry) y los ataques ingleses, que entre otras cosas capturaron los barcos que transportaban la ciudadela prefabricada, hicieron que finalmente se cancelara la expedición. El mismo Coucy debió sufrir grandes pérdidas en todo ello: su nave fue capturada en el Sena en una incursión portuguesa.
En mayo de 1387 Coucy asistió a una nueva sesión del Consejo Real en la que, en sustitución de la abortada gran invasión, se decidió una incursión más limitada en Inglaterra. Sin embargo, las intrigas inglesas lo impidieron nuevamente. En primer lugar el duque de Bretaña, encarnizado enemigo del condestable Clisson, urdió una intriga contra él haciéndolo prisionero. El rey lo consideró una afrenta personal y fueron necesarias todas las dotes diplomáticas de Coucy para encontrar una salida a la delicada situación. Finalmente, los ingleses encontraron otro aliado en un noble alemán que desafió directamente al rey de Francia.
El duque de Güeldres, que había cobrado por declararse vasallo del monarca inglés, envió un heraldo a Carlos VI tratándolo de Carlos de Valois, lo que equivalía a poner en cuestión sus derechos al trono, en el que se declaraba aliado de Ricardo II. En este caso Coucy se mostró partidario de una represalia y le fue encargada la campaña. La ruta más corta hacia Güeldres pasaba por Brabante, pero ante la negativa de las autoridades locales se hubo de seguir la ruta de las Ardenas. La campaña se desarrolló entre septiembre y octubre de 1388 y durante la misma Coucy debió acudir a Aviñón en una misión de la que no se conocen detalles. Las dificultades invernales la convirtieron en un fracaso que solo se salvó con un tratado muy discutido con el duque de Güeldres.

## La cruzada de Mahdía (1390)

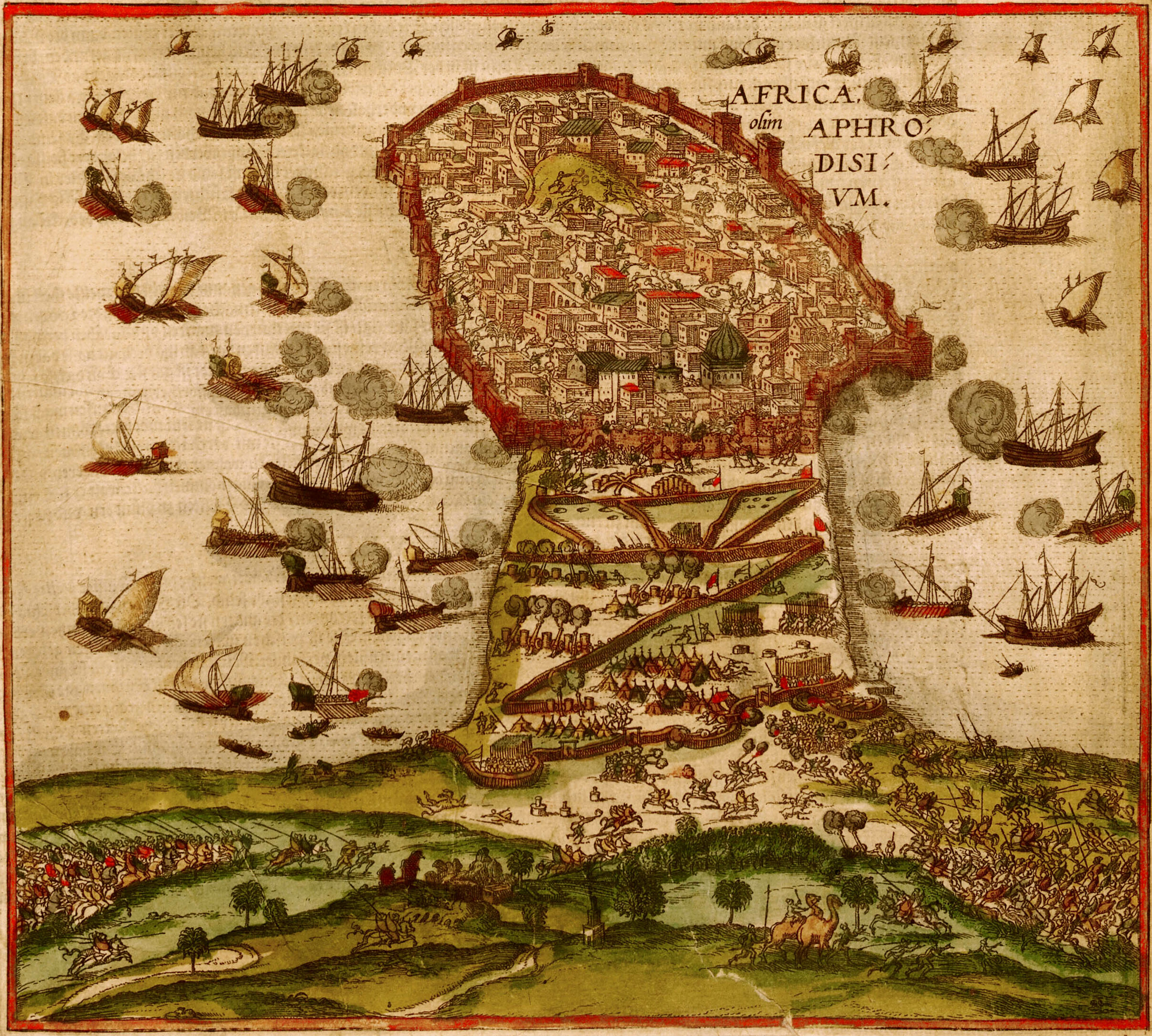
Mapa de Mahdia del.
Civitates orbis terrarum, 1575.

En 1390, después de una propuesta genovesa al rey de Francia, se decidió iniciar una cruzada contra los piratas berberiscos, aliados implícitos del Imperio otomano. El mando se le otorgó al duque de Borbón, con Coucy como lugarteniente, y el objetivo elegido fue la fortaleza de Mahdía en la costa de Túnez.
La armada, compuesta de unos sesenta barcos y cerca de cinco mil combatientes, partió de Marsella el 1 de julio de 1390 y casi inmediatamente se vio dispersada por una tormenta a la altura de la isla de Elba. Reunidos de nuevo en Malta, alcanzaron la costa de Mahdia en la última semana de julio. El primer grupo de desembarco, entre seiscientos y ochocientos hombres, estuvo encabezado por Coucy y no encontró resistencia, ya que el sultán decidió evitar el enfrentamiento directo y que los cruzados se desgastasen en el sitio de la fortaleza acosándolos solo con periódicas escaramuzas. Los cruzados bloquearon Mahdia por mar y tierra, pero no disponían de material adecuado para el asedio y los sitiados habían hecho acopio de provisiones y disponían de manantiales subterráneos para abastecerse de agua.
Los sarracenos enviaron también un ejército de socorro, que efectuaba cargas de caballería cuando el sol estaba en lo más alto, lo que perjudicaba claramente a los caballeros cristianos embutidos en sus armaduras. La campaña se alargaba y, aunque los barcos genoveses seguían aportando suministros, estos eran irregulares. Un último intento de asalto después de dos meses de asedio terminó en fracaso y, aunque se contenía al ejército del campo enemigo, la fortaleza resultaba inexpugnable. A su vez Génova veía su comercio interrumpido y todas estas circunstancias hicieron que se decidiera firmar un tratado con los berberiscos que no logró del todo disimular el escaso éxito de los franceses.

## Los años finales (1391-1395)

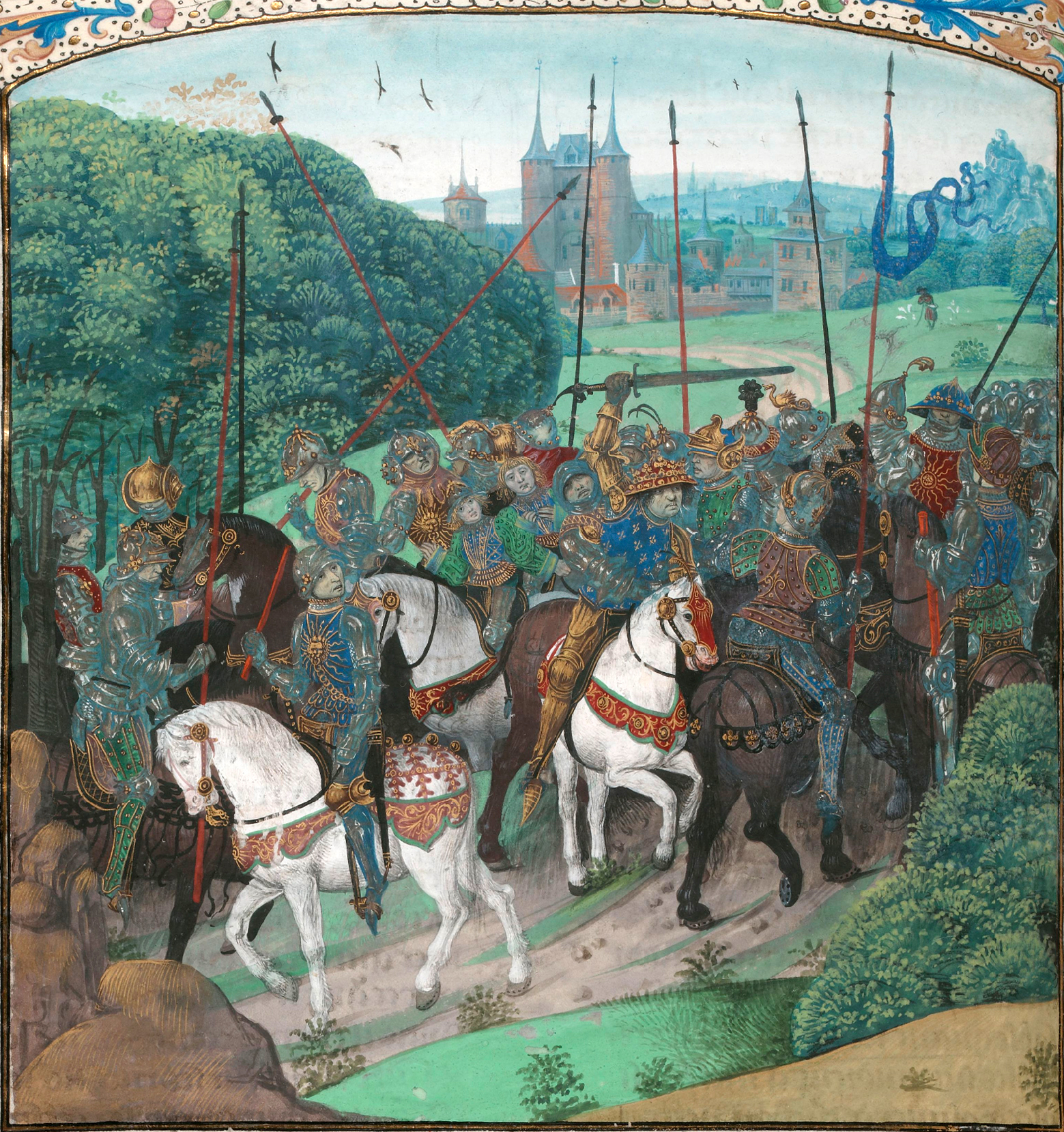
Arrebato de locura de Carlos VI en el bosque de Le Mans.
Miniatura del manuscrito de Froissart en las Grandes Crónicas de Francia.

A la vuelta de Mahdia, las cualidades diplomáticas de Coucy hicieron que se encargara de diversas delicadas negociaciones al servicio del rey de Francia. La primera de ellas tuvo que ver con la rebeldía del duque de Bretaña, que en un alarde de independencia acuñó moneda propia y, actuando como soberano independiente, ponía en cuestión su lealtad al rey de Francia, lo que debilitaba la posición de este en sus negociaciones con Inglaterra. Coucy lo convenció para iniciar conversaciones, que se celebraron entre octubre y diciembre de 1391 en Tours y cuyo resultado final fue el concierto de la boda entre la hija del rey, Juana, y el heredero del duque de Bretaña. A pesar de ello, al año siguiente el duque de Bretaña se implicó en un complot contra el condestable Clisson y, siguiendo sus órdenes, Pierre de Craon intentó asesinarlo, sobreviviendo Clisson milagrosamente. El rey lo consideró un desafío a su autoridad y marchó a Bretaña acompañado de Borbón y de Coucy dispuesto a vengarse. Sin embargo, la inestabilidad mental de Carlos VI durante el trayecto le condujo a una crisis de pánico, que sería el primer síntoma público de una grave enfermedad que, a pesar de los cuidados del propio médico de Coucy Guillaume de Harcigny, arrastraría hasta su muerte en 1422. En las complicadas intrigas que siguieron, el puesto de condestable le fue ofrecido a Coucy, aunque este lo rechazó, siendo nombrado para el puesto el conde d'Eu.
En 1393 se reanudaron las conversaciones de paz con Inglaterra, esta vez sin la participación de Coucy, que se encontraba resolviendo una disputa en Saboya, y después marchó a Aviñón para negociar un plan que perseguía colocar a Clemente VII como papa en Roma y a su vez dar a Francia el control de los Estados Pontificios. La muerte de Clemente y las alianzas cambiantes de la política italiana provocaron que el resultado final de los esfuerzos de Coucy fuera una efímera cesión a Francia de la soberanía de la República de Génova que terminaría en 1409.
Las conversaciones de paz con Inglaterra continuaban y en 1396 se concertó el matrimonio entre Ricardo II y la hija de Carlos VI, Isabel. Coucy participó en la firma de los acuerdos, pero no estuvo presente en la boda, pues ya estaba en marcha la cruzada contra los turcos.

## La batalla de Nicópolis, cautividad y muerte (1396-1397)

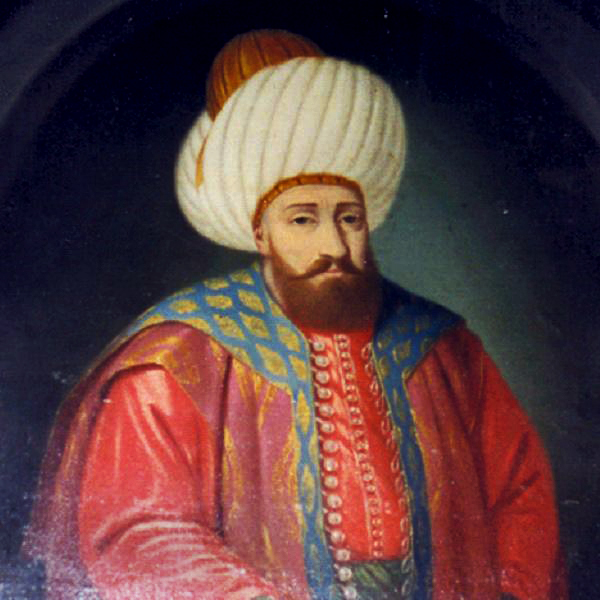
Retrato de Bayaceto I.
Sala de los espejos del Museo Palacio Manial, El Cairo.

A finales del siglo XIV la expansión otomana, ahora bajo el mando del sultán Bayaceto I, el Rayo, había llegado a las orillas del Danubio y amenazaba directamente a Hungría, cuyo rey Segismundo solicitó la ayuda de los demás reinos cristianos. Tanto el papa de Roma, Bonifacio IX, como el de Aviñón, Benedicto XIII, apoyaron finalmente la cruzada, que contó con el respaldo naval de la República de Venecia.
El mando nominal de la campaña se le encargó al joven Juan de Nevers, primogénito del duque de Borgoña, junto con Felipe de Artois (el condestable d'Eu), Jean de Vienne,  Jean le Maingre (mariscal de Francia) y el propio Coucy. Los duques de Borgoña confiaban en la experiencia de Coucy para la dirección real del ejército, pero las ambigüedades en la cadena de mando jugaron sin duda un papel importante en el resultado final.
Los franceses partieron de Dijon el 30 de abril de 1396 con destino a Buda, aunque Coucy no viajó con el cuerpo principal porque nuevamente se le envió a Milán en una delicada misión diplomática para convencer a Gian Galeazzo Visconti de que no interfiriera en los planes franceses con respecto a Génova. Cabe en lo posible que los planes de los cruzados llegaran a Bayaceto por medio de la información que de Coucy obtuvo Gian Galeazzo, deseoso de vengarse de Francia. Coucy salió de Milán hacia Venecia, desde donde embarcó en mayo con destino al puerto croata de Senj, a unos cuatrocientos ochenta kilómetros de Buda.
Aunque Segismundo prefería esperar a los turcos en sus propias fronteras, los franceses, entre ellos el propio Coucy, insistieron en ir en busca del adversario. El ejército marchó, pues, hacia el este rindiendo en primer lugar la ciudad de Vidin, en Bulgaria, y conquistando la plaza de Rahova, donde prendieron a un millar de defensores búlgaros y turcos que, en una fatal decisión, hicieron ejecutar antes del comienzo de la batalla. Su avance continuó hasta la fortaleza de Nicópolis, que asediaron sin éxito hasta que tuvieron noticia de que se aproximaba el ejército de Bayaceto. Coucy, mientras avanzaba para informarse de la fuerza y situación del ejército enemigo, se topó con un destacamento otomano al que tendió una emboscada y derrotó. En este punto, en el consejo de guerra de los cruzados, Segismundo propuso que sus infantes valacos marcharan a la vanguardia de la formación para enfrentarse a la primera línea turca, con lo que estuvo de acuerdo Coucy, pero no la mayoría de los caballeros franceses que consideraban ofensivo combatir detrás de simples campesinos. Producto de su concepción medieval de la guerra, la arrogancia de los franceses se considera, y ya fue en su día juzgada así por Segismundo, como una de las causas principales de la derrota de los cruzados.

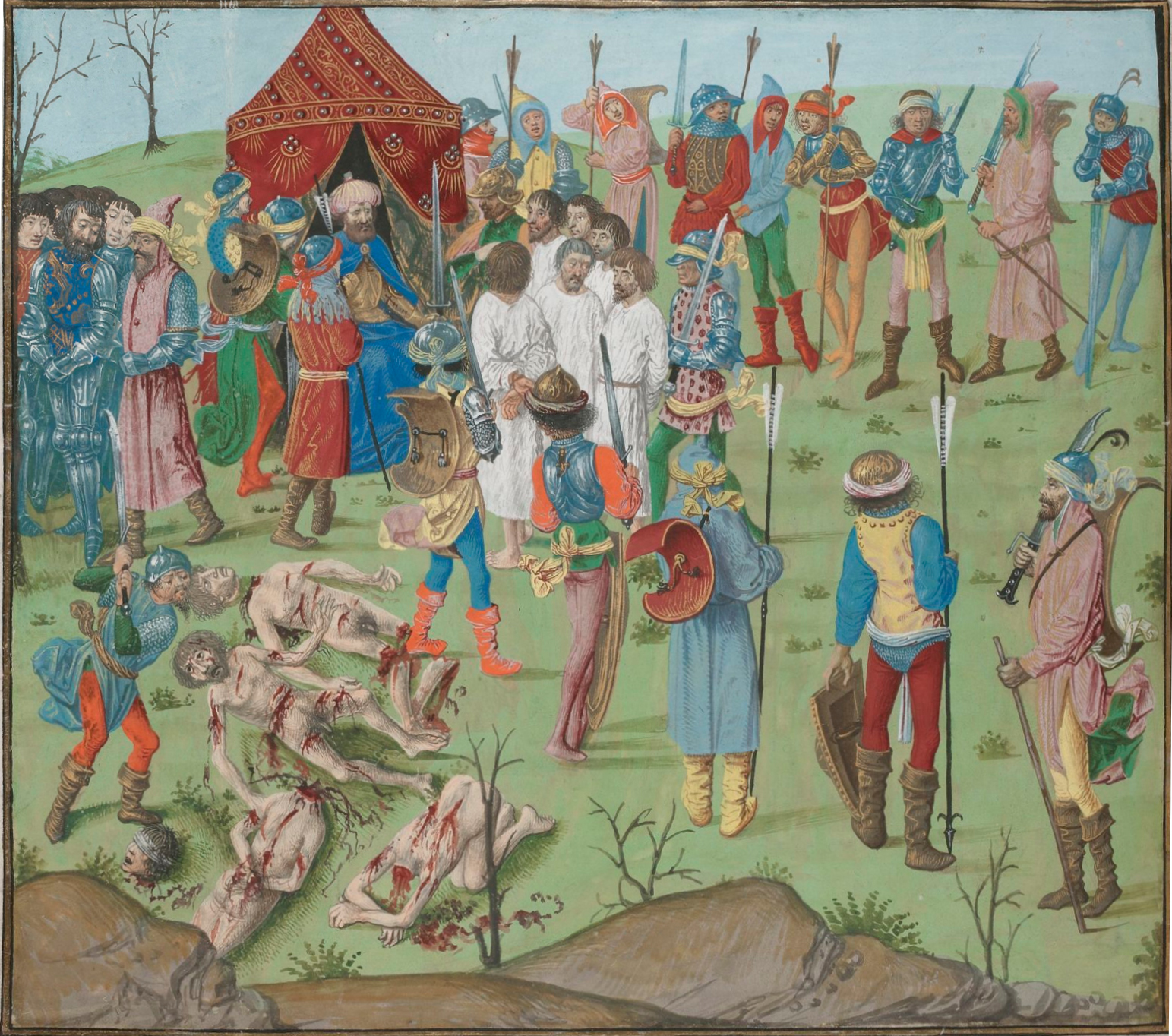
Ejecución de prisioneros tras la batalla de Nicópolis.

El 25 de septiembre se avistó a la vanguardia turca y Segismundo advirtió por última vez a los franceses que esperasen, a pesar de lo cual y contra la opinión de Coucy y de Jean de Vienne, el condestable dio la orden de atacar. Los caballeros franceses, que demostraron incontestable valor, se deshicieron con facilidad de la vanguardia turca y de la infantería más experimentada, pero cuando ya agotados creían estar a la vista de la victoria se encontraron con la élite del ejército de Bayaceto. La derrota fue total y se hicieron millares de prisioneros. Bayaceto se enfureció por las graves pérdidas que había sufrido y sobre todo con la matanza de los prisioneros de Rahova, por lo que ordenó la ejecución de los prisioneros, exceptuando a rehenes de los que esperaba obtener rescate. Coucy y sus compañeros se vieron obligados a presenciar la matanza junto a Bayaceto.
Aunque las fuentes de la época hablan a veces de cientos de miles de combatientes y el mismo Segismundo escribió que «sus lanzas podrían haber sostenido el cielo», los especialistas modernos calculan las fuerzas de los cruzados en unos 16 000 hombres y opinan que el ejército de Bayaceto tenía una magnitud similar.
Los prisioneros fueron trasladados a Galípoli y, después de dos meses, a Bursa en la orilla asiática. Allí, habiendo dictado su testamento dos días antes, murió Enguerrand de Coucy el 18 de febrero de 1397.

## El final del señorío de Coucy

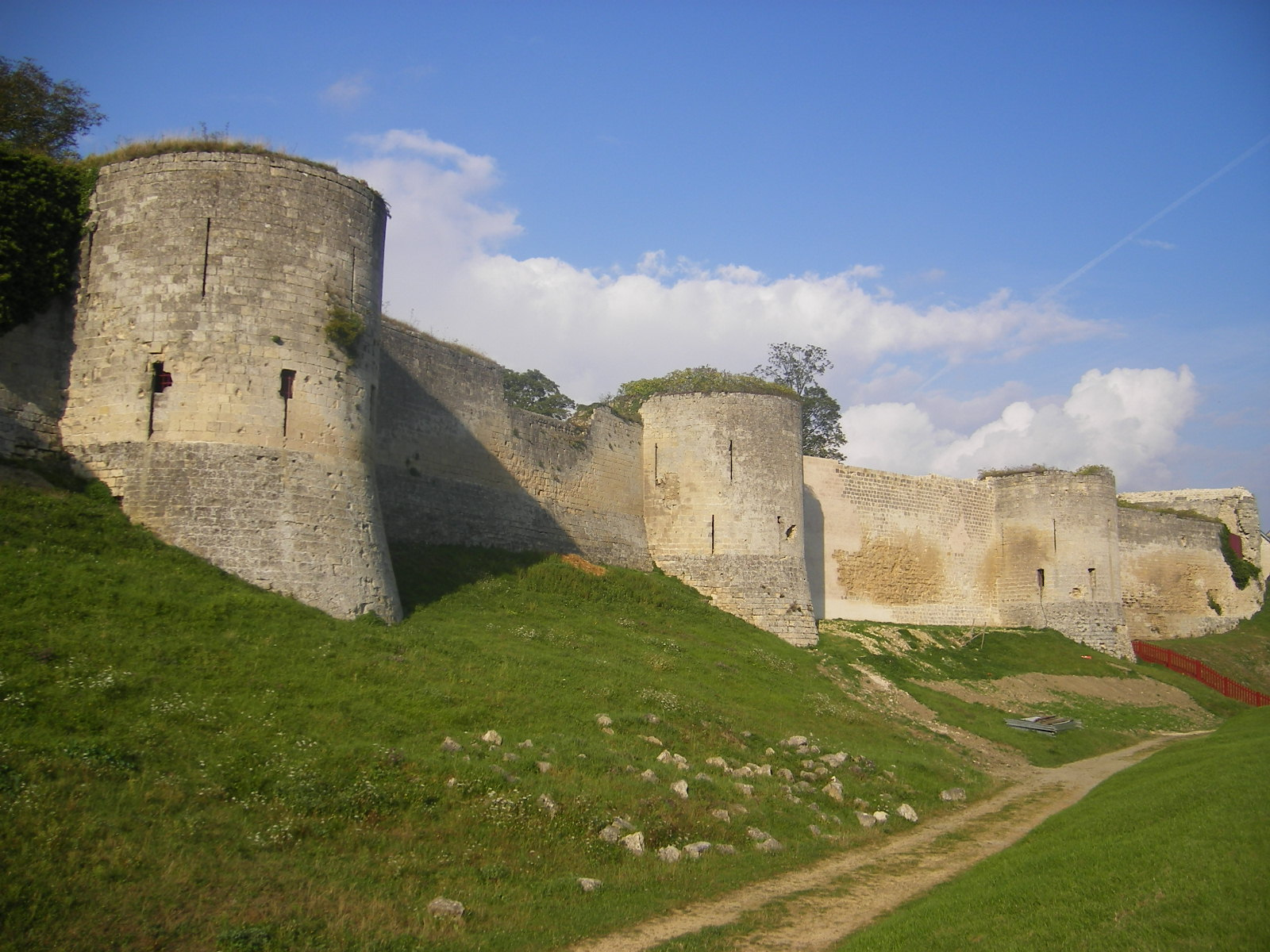
Vista actual del castillo de Coucy.

A la muerte de Coucy, después de un pleito entre su esposa y su hija María, esta última vendió las posesiones a Luis de Orleans el 15 de noviembre de 1400. Como Orleans no cumplió íntegramente con los pagos, tanto María como su hijo siguieron reclamando la propiedad, que pasó a manos del hijo de Luis, Carlos I de Orleans. Cuando el hijo de este último se convirtió en el rey Luis XII de Francia, la baronía pasó a posesión de la corona.

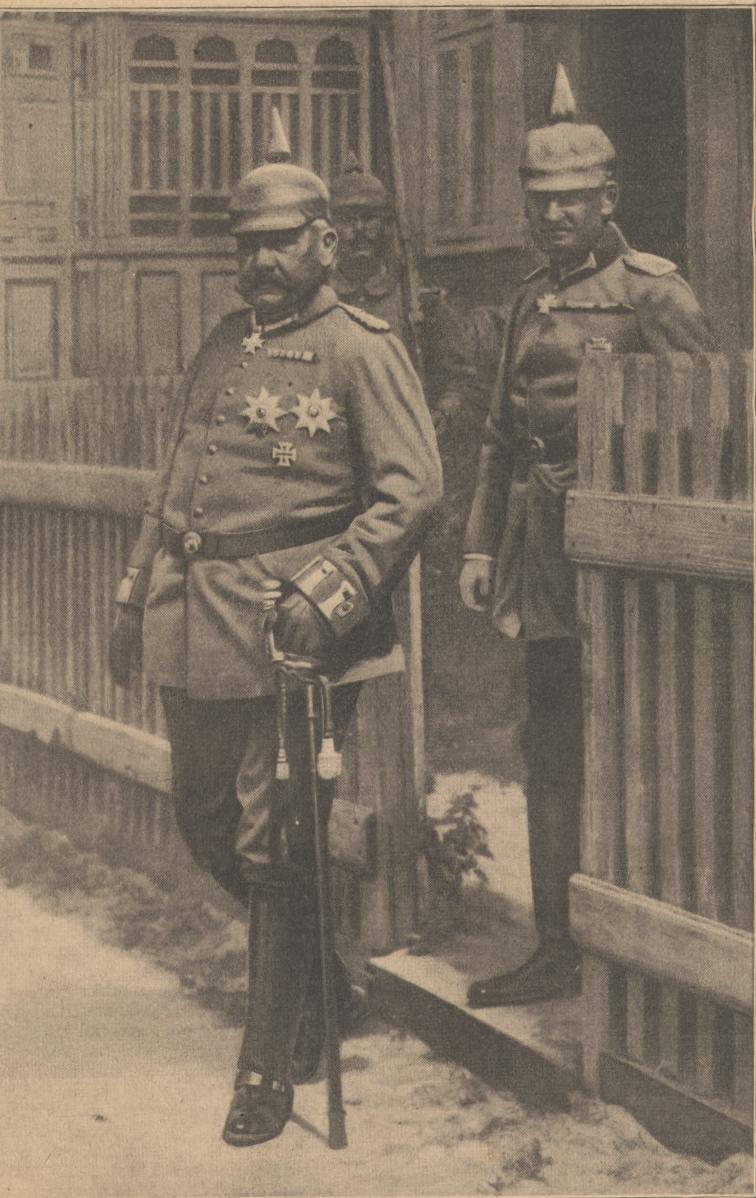
Ludendorff en 1917.

Más tarde, durante el reinado de Luis XIV el castillo fue uno de los focos de la rebelión de la Fronda contra el cardenal Mazarino, por lo cual este ordenó volar partes de la fortaleza, destrucción a la que sobrevivió el gigantesco torreón del castillo, el donjon. Esta enorme torre tenía veintisiete metros de diámetro, lo cual la convertía en la más grande de Europa, y podía albergar a un millar de hombres. El 18 de septiembre de 1692 un terremoto provocó una grieta de arriba abajo en su estructura y pasó a posesión del Estado después de la Revolución francesa.
Posteriormente, en el transcurso de la Primera Guerra Mundial, que causó grandes estragos en Picardía, la zona fue ocupada por los alemanes y el 27 de marzo de 1917, por orden de Erich Ludendorff, en contra de la solicitud del príncipe Ruperto de Baviera y a pesar de su falta de utilidad militar, fue dinamitado el castillo destruyendo por completo su magnífico donjon.